# Yereje Cabezas
Yereje Cabezas är en ort i Mexiko.   Den ligger i kommunen Epitacio Huerta och delstaten Michoacán de Ocampo, i den sydöstra delen av landet, 140 km nordväst om huvudstaden Mexico City. Yereje Cabezas ligger 2 370 meter över havet och antalet invånare är 231.
Terrängen runt Yereje Cabezas är platt åt sydväst, men åt nordost är den kuperad. Runt Yereje Cabezas är det ganska tätbefolkat, med 75 invånare per kvadratkilometer. Närmaste större samhälle är Amealco, 12,6 km nordost om Yereje Cabezas. I omgivningarna runt Yereje Cabezas växer huvudsakligen savannskog.